# 寺田嘉一郎
寺田 嘉一郎（てらだ かいちろう、1977年 - ）は日本の男性アニメーター。血液型O型
虫プロダクションを経て現在はフリー。メカアニメーター。変名で仕事をすることもある。

## 参加作品

### テレビアニメ
- プリンセスナイン 如月女子高野球部 (1998) 動画
- 無限のリヴァイアス (1999) 動画作監（15話、24話）、動画
- THE ビッグオー (1999) 動画
- アルジェントソーマ (2000) 原画（1話、9話、11話、16話、24話、25話、26話）、動画作監（1話、2話、3話、7話、18話、19話、25話）、動画
- Z.O.E Dolores, i (2001) 原画（19話、23話、26話）
- スクライド (2001) 原画（26話）
- OVERMANキングゲイナー（2002年、原画）
- ラーゼフォン (2002) メカ作画監督（13話）、作画監督補佐（4話）、原画（3話）、第一原画（5話、7話、8話、12話、18話、19話、20話、24話、26話）、第二原画（6話、14話）
- プラネテス (2003) 原画（4話）
- THE ビッグオー (2003) 原画（24話）
- スクラップド・プリンセス (2003) 原画（8話、15話）
- 神魂合体ゴーダンナー!! (2003) メカニック作画監督（4話）、原画（4話）
- 交響詩篇エウレカセブン (2005～2006) 原画（35話）
- 舞-乙HiME (2005) 原画（10話、13話）
- 獣王星 (2006) OP原画
- Ergo Proxy (2006) 作画監督（2話、7話、11話、16話、22話）
- DEATH NOTE (2006年) OP原画
- 天保異聞 妖奇士 (2006) OP原画（第1期）、原画（1話、12話）
- 電脳コイル (2007) 原画（1話）

### OVA
- 模型戦士ガンプラビルダーズ ビギニングG（キャラクターデザイン）

### 映画
- ラーゼフォン 多元変奏曲（メカ作画監督補佐）
- ブレイブ ストーリー（モンスター設定、作画監督、原画）
- 交響詩篇エウレカセブン ポケットが虹でいっぱい（メカニック原画）